# Automobiles Martini

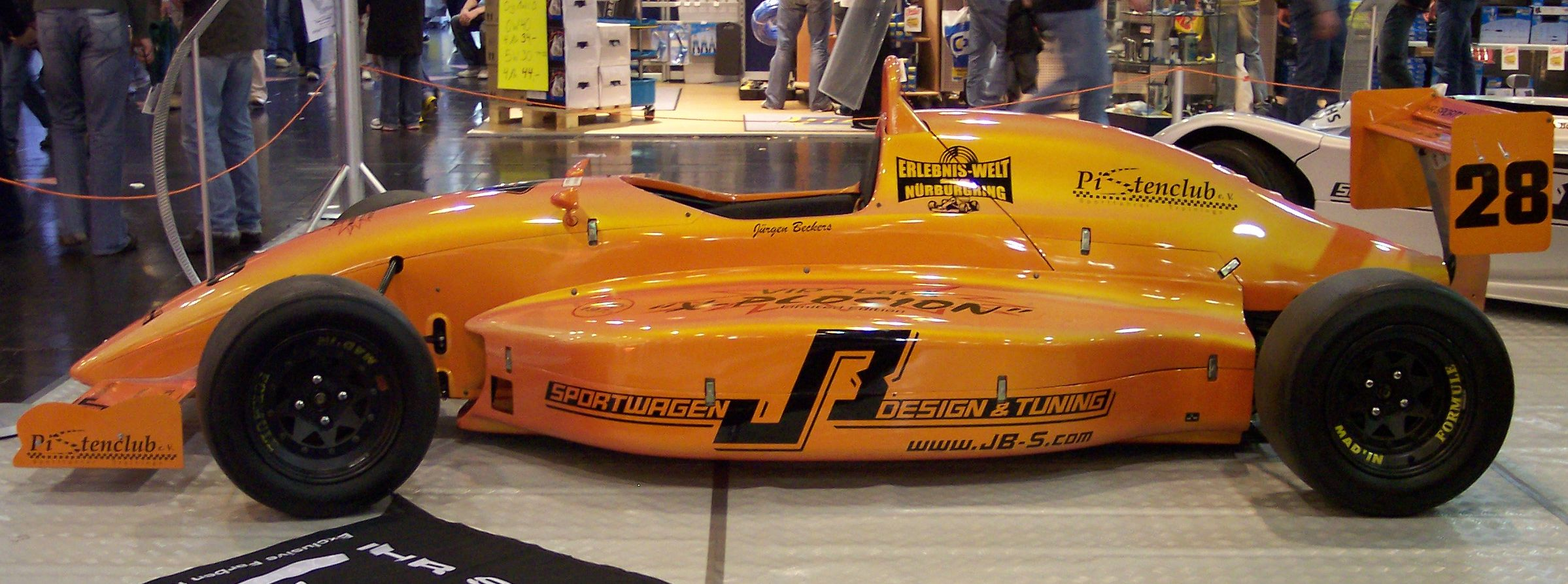
Martini MK71; Formel-Renault 2000-Rennwagen aus dem Jahr 1995

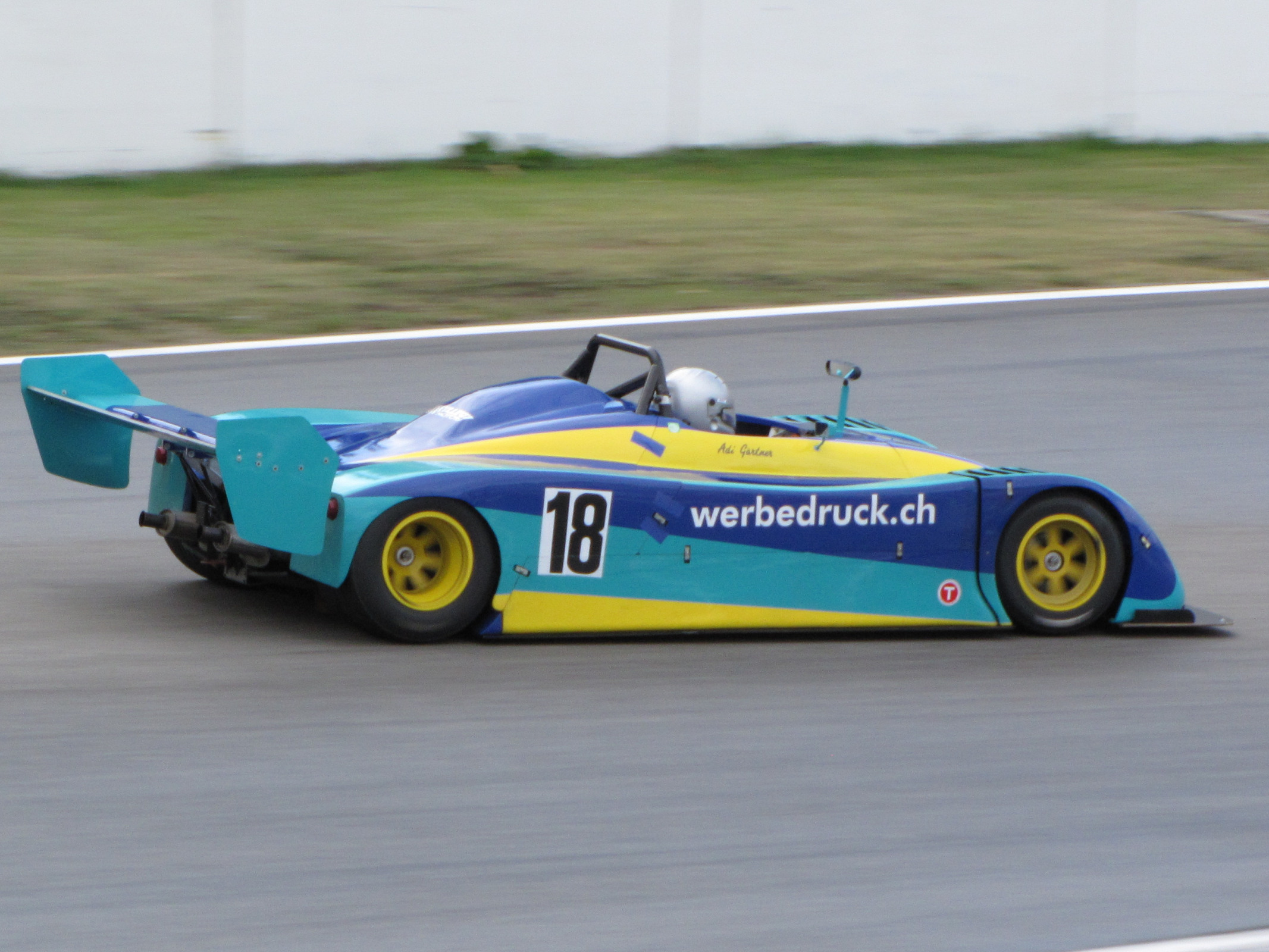
Martini Mk. 66 auf dem Hockenheimring

Automobiles Martini war ein französischer Rennwagenhersteller aus Nevers, der seit den späten 1960er Jahren Kundenfahrzeuge für unterschiedliche Rennklassen produzierte und 1978 kurzfristig mit einem eigenen Team in der Formel 1 engagiert war.

## Geschichte
Das Unternehmen wurde 1965 von Renato „Tico“ Martini gegründet. Martini hatte zu Beginn der 1960er Jahre eine Ausbildung als Rennfahrer an der Winfield Racing Driver School in Magny-Cours absolviert. Nach Abschluss der Ausbildung eröffnete er eine Werkstatt neben der Rennstrecke, in der zunächst die Formel-3-Wagen der Rennfahrerschule reparierte. Ab 1969 konstruierte und baute Martini in seinem Betrieb eigene Rennwagen für die Formel 3 wie auch für die Formel Renault, die zunächst von der Winfield School verwendet wurden, später aber auch an Rennfahrer verkauft und in nationalen Wettbewerben eingesetzt wurden. Martinis Formel-3-Autos wurden unter anderem erfolgreich vom französischen ORECA-Team eingesetzt; soweit sie mit Renault-Motoren ausgestattet waren, dominierten sie Mitte der 1970er Jahre die französische Formel-3-Serie. Zwischen 1975 und 1978 konstruierte Martini mehrere Rennwagen für die Formel 2, die überwiegend mit Renault-, gelegentlich aber auch mit BMW-Triebwerken ausgestattet wurden. Die Wagen waren gut konstruiert und stellenweise deutlich überlegen. 1975 gewann Jacques Laffite in einem Martini Mk. 16 mit BMW-Motor für die Ecurie Elf Ambrozium die Formel-2-Meisterschaft, gleiches gelang René Arnoux 1977 mit dem von einem Renault-Motor angetriebenen Martini Mk. 22. Einzelne Martini-Fahrzeuge wurden auch an Kundenteams weitergegeben; zu ihnen gehörte die italienische Scuderia Everest. 1978 schließlich versuchte sich Martini mit einem eigenen Auto und einem Werksteam in der Formel 1; dieses Projekt wurde aber nach acht erfolglos verlaufenen Anläufen vorzeitig beendet. Danach konzentrierte sich Martini wieder auf die Formel 3, für die es solide Autos baute, die allerdings nach anfänglichen Erfolgen seit Mitte der 1980er Jahre zunehmend im Schatten der Konkurrenz von Ralt, Reynard und Dallara standen. Zudem konstruierte Martini nun auch Fahrzeuge für nationale Sportwagenrennen, spezielle für die Gruppe CN. Eine kurzzeitige Rückkehr in die Formel 2 mit ORECA brachte 1983 und 1984 nicht den gewünschten Erfolg. 2004 verkaufte Tico Martini seinen Betrieb an Guy Ligier.

## Martini in der Formel 1
Angeregt durch die Erfolge von Renault und Ligier engagierte sich Automobiles Martini 1978 kurzzeitig mit einem Werksteam in der Formel 1. Das Auto, das Tico Martini im Wesentlichen selbst entworfen hatte, war ein sog. Baukastenfahrzeug, das zahlreiche Komponenten von britischen Zulieferern verwendete. So kam der DFV-Achtzylinder von Cosworth, und das Getriebe lieferte Hewland. Der blau-weiß-rot lackierte Martini Mk. 23 war nicht auf Groundeffect ausgelegt, der sich spätestens seit dieser Saison zu einem maßgeblichen Konstruktionsmerkmal für Formel-1-Autos entwickelte. Das Team wurde von Elf Aquitaine und von dem nationalen Zeitarbeitsunternehmen Rombo finanziell unterstützt. Als Fahrer wurde René Arnoux verpflichtet, der hier seine ersten Rennen in der Formel 1 bestritt.
Automobiles Martini debütierte beim dritten Rennen des Jahres, dem Großen Preis von Südafrika. Arnoux verpasste hier ebenso wie beim nächsten Einsatz des Teams in Monte Carlo die Qualifikation. Beim dritten Versuch des Teams, dem Großen Preis von Belgien, kam Arnoux zu seiner ersten Rennteilnahme. Er kam als Neunter ins Ziel. Beim Großen Preis von Frankreich wurde Arnoux Vierzehnter, und in Österreich kam er noch einmal als Neunter ins Ziel. Weitere Resultate gab es nicht. Beim letzten Einsatz des Teams in Zandvoort entschloss sich Tico Martini noch vor Beginn der Qualifikation, sein Formel-1-Programm einzustellen; er zog daraufhin sein Team unverzüglich zurück.